# رشته‌کوه کنت
رشته‌کوه کنت (قزاقی: Кент тауы) یک رشته‌کوه در کشور قزاقستان است.